# Группа Бруснева
Гру́ппа Бру́снева — одна из первых социал-демократических организаций в России. Названа по имени её основателя М. И. Бруснева. Создана в 1889 году в Санкт-Петербурге группой петербургских студентов в результате объединения ряда рабочих кружков.

## Создание и структура организации

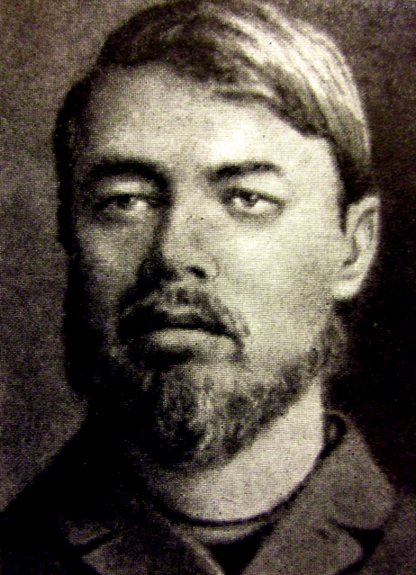
Михаил Бруснев

Инициатива создания организации исходила от революционного студенчества, проникшегося новыми для России идеями марксизма. Для пропаганды марксизма в рабочей среде студенты объединились с революционными рабочими, входившими в существовавшие ранее группы Д. Благоева и П. В. Точисского. Целью организации была пропаганда социал-демократических идей в студенческой и рабочей среде и подготовка будущих вожаков рабочего движения.
По своему составу группа делилась на две части. В первую часть входили интеллигенты — студенты Технологического, Горного, Лесного институтов и Санкт-Петербургского университета. Главными деятелями этой части организации были М. И. Бруснев, Л. Б. Красин, Г. Б. Красин, В. С. Голубев, В. В. Святловский, В. Цивинский и др. В их задачу входила пропаганда среди интеллигентов и общее руководство пропагандой в рабочих кружках.
Во вторую часть, названную «Центральным рабочим комитетом», входили рабочие — руководители рабочих кружков. В состав «Центрального рабочего комитета» входили Ф. А. Афанасьев, Н. Д. Богданов, Е. А. Афанасьев, А. Е. Карелин, Г. А. Мефодиев, П. Е. Евграфов, В. В. Буянов, В. В. Фомин, В. И. Прошин и др. «Центральный рабочий комитет» непосредственно руководил рабочими кружками. Рабочие кружки создавались на крупных промышленных предприятиях города — Путиловском, Обуховском, Балтийском и других заводах. Каждый кружок объединял по 5-7 человек; в 1890 году в Петербурге было более 20 кружков.

## Деятельность группы Бруснева
Деятельность группы Бруснева не ограничивалась одной пропагандой марксистских идей. Её активисты принимали участие в общественно-политических событиях. Так, в конце 1890 — начале 1891 годов брусневцы участвовали в стачках на Новоадмиралтейском заводе и фабрике Торнтона, а в 1892 году — в стачке на Митрофаньевской мануфактуре. Организовали сбор денег в пользу бастующих рабочих и распространяли печатные прокламации. В 1891 году организовали демонстрацию на похоронах известного писателя-народника Н. В. Шелгунова. В том же году устроили первое в России празднование 1 мая — так называемую «маёвку», на которой присутствовало 70-80 человек. Следующая маёвка, в 1892 году, собрала уже около 200 человек. На маёвках произносились речи политического содержания. Пытались издавать собственную газету «Пролетарий».
Деятельность группы Бруснева обратила на себя внимание женевской марксистской группы «Освобождение труда», руководимой видным социал-демократом Г. В. Плехановым. Брусневцы установили связь с группой «Освобождение труда» и приняли её политическую программу. Проповедовали идею создания единой рабочей партии и отвергали террористические методы борьбы. Плехановцы, со своей стороны, оказывали группе Бруснева моральную поддержку и печатали за границей речи брусневских рабочих. Брусневцы наладили также связи с социал-демократическими кружками других российских городов — Москвы, Тулы, Казани, Нижнего Новгорода, Киева, Харькова, а также Варшавы и Тифлиса. Вели переписку с польскими рабочими, устроившими в 1892 году массовую забастовку в Лодзи.

## Ликвидация группы Бруснева
Летом 1891 года руководители группы М. И. Бруснев и Ф. А. Афанасьев переехали для организации революционной работы в Москву. В 1892 году они устроили совещание с представителями московских социал-демократических кружков, намереваясь объединить свои усилия для совместной борьбы. В апреле того же года получили партию нелегальной литературы, присланной из-за границы группой «Освобождение труда». Это событие стало известно руководителям местной полиции. 22 апреля 1892 года лидеры группы Бруснева были арестованы и привлечены к уголовной ответственности. М. И. Бруснев и Ф. А. Афанасьев были посажены в тюрьму и после нескольких лет заключения отправлены в ссылку. Другие члены группы, избежавшие ареста и ссылки, приняли решение разъехаться по стране, и группа де-факто прекратила своё существование.
Деятельность группы Бруснева стала важным этапом в развитии рабочего движения в России. Разъехавшись по стране, участники группы продолжили пропаганду социал-демократических идей и положили начало множеству новых рабочих организаций. Многие из прошедших брусневский кружок вошли в созданный в 1895 году «Союз борьбы за освобождение рабочего класса», одним из руководителей которого был молодой В. И. Ульянов-Ленин. После образования Российской социал-демократической рабочей партии многие бывшие брусневцы стали видными партийными работниками. Другая часть брусневцев примкнула в начале XX века к начавшим появляться легальным рабочим организациям. Такие рабочие из кружка Бруснева, как А. Е. Карелин, В. М. Карелина, В. А. Князев и другие примкнули в 1904 году к гапоновскому «Собранию русских фабрично-заводских рабочих» и стали лидерами движения, положившего начало Первой русской революции 1905—1907 годов.